# Liste des entraîneurs du Bayern Munich
Cet article présente la liste des entraîneurs du Bayern Munich  de 1965 à ce jour.

## Entraîneurs
sources générales,.

### De la fondation à 1963
| Nom                   | Début             | Fin              |
| --------------------- | ----------------- | ---------------- |
| Willem Hesselink      | 1902              | 1905             |
| Thomas Taylor         | 1907              | 1908             |
| V. Hoerr              | 1908              | 1909             |
| Charles Griffiths     | 16 août 1911      | 6 avril 1912     |
| William Townley       | 1er décembre 1913 | 31 mars 1914     |
| William Townley       | 1er juillet 1919  | 31 mars 1921     |
| Izidor Kürschner      | 1er juillet 1921  | 31 décembre 1921 |
| James Mac Pherson jr. | 1924              | 1926             |
| Leo Weisz             | 1927              | 1928             |
| Kálmán Konrád (en)    | 1er juillet 1928  | 30 juin 1930     |
| Richard Kohn          | 1er juillet 1930  | 30 juin 1932     |
| Hans Tauchert         | 1er juillet 1933  | 30 juin 1934     |
| Ludwig Hofmann (de)   | 1934              | 1935             |
| Dr Richard Michalke   | 1936              | 1937             |
| Heinrich Körner (de)  | 1er juillet 1937  | 30 juin 1938     |
| Ludwig Goldbrunner    | 1938              | 1943             |
| Konrad Heidkamp (de)  | 1943              | 1945             |
| Alfréd Schaffer       | 1945              | 30 juin 1945     |

| Nom                  | Début            | Fin          |
| -------------------- | ---------------- | ------------ |
| Richard Högg         | 1945             | 1946         |
| Josef Pöttinger (de) | 1946             | 1947         |
| Franz Dietl          | 1947             | 1948         |
| Alwin Riemke         | 1er juillet 1948 | 30 juin 1950 |
| David Davison        | 1950             | 1950         |
| Herbert Moll         | 1950             | 1950         |
| Konrad Heidkamp (de) | 1951             | 1951         |
| Max Schäfer (de)     | 1er juillet 1951 | 30 juin 1953 |
| Georg Bayerer (de)   | 1er juillet 1953 | 30 juin 1954 |
| Georg Knöpfle (de)   | 1954             | 1955         |
| Jakob Streitle       | 1955             | 30 juin 1955 |
| Herbert Moll (de)    | 1er juillet 1955 | 30 juin 1956 |
| Willibald Hahn (de)  | 1er juillet 1956 | 30 juin 1958 |
| Herbert Moll (de)    | 1958             | 1958         |
| Adolf Patek (en)     | 1er juillet 1958 | 30 juin 1961 |
| Helmut Schneider     | 1er juillet 1961 | 30 juin 1963 |
| Herbert Erhardt      | 1963             | 1963         |

### En Bundesliga (depuis 1963)
De Zlatko Čajkovski à Julian Nagelsmann, la liste des entraîneurs qui ont pris en charge le Bayern Munich en Bundesliga est longue et illustre. Depuis que les hommes en rouge jouent dans l'élite allemande (1965), un certain nombre de grands entraîneurs ont pris la tête du FCB et conduit le club à de nombreux trophées, comme 6 ligues des champions, 31 titres de champion d'Allemagne (Bundesliga), 20 coupes d'Allemagne (DFB-Pokal), ou encore 9 Supercoupe d'Allemagne (DFL-Supercup). 
Cinq entraîneurs, Udo Lattek, Jupp Heynckes, Giovanni Trapattoni, Franz Beckenbauer et Ottmar Hitzfeld, sont revenus s'assoir une seconde fois sur le banc bavarois.
| Entraîneur                  | Début             | Fin               | M   | V   | N  | P  | Gagnés % | Titre(s) remporté(s)                                                                                           |
| --------------------------- | ----------------- | ----------------- | --- | --- | -- | -- | -------- | --- |
| Zlatko Čajkovski            | 1er juillet 1963  | 30 juin 1968      | 134 | 76  | 23 | 35 | 56.7     | 2 Coupes, 1 Coupe des coupes                                                                                   |
| Branko Zebec                | 1er juillet 1968  | 13 mars 1970      | 66  | 38  | 15 | 13 | 57.5     | 1 Championnat, 1 Coupe                                                                                         |
| Udo Lattek                  | 14 mars 1970      | 2 janvier 1975    | 223 | 137 | 46 | 40 | 61.4     | 3 Championnats, 1 Coupe, 1 Coupe des clubs champions européens                                                 |
| Dettmar Cramer              | 16 janvier 1975   | 1er décembre 1977 | 147 | 68  | 32 | 47 | 46.2     | 2 Coupes des clubs champions européens, 1 Coupe intercontinentale                                              |
| Gyula Lóránt                | 2 décembre 1977   | 28 février 1979   | 36  | 15  | 10 | 11 | 41.6     | - |
| Pál Csernai                 | 1er mars 1979     | 16 mai 1983       | 195 | 116 | 40 | 39 | 59.4     | 2 Championnats, 1 Coupe, 1 Supercoupe                                                                          |
| Reinhard Saftig (en)        | 17 mai 1983       | 30 juin 1983      | 3   | 1   | 1  | 1  | 61.7     | - |
| Udo Lattek                  | 1er juillet 1983  | 30 juin 1987      | 188 | 116 | 45 | 27 | 61.7     | 3 Championnats, 2 Coupes                                                                                       |
| Jupp Heynckes               | 1er juillet 1987  | 8 octobre 1991    | 198 | 113 | 46 | 39 | 57.0     | 2 Championnats, 2 Supercoupes                                                                                  |
| Sören Lerby                 | 9 octobre 1991    | 11 mars 1992      | 17  | 5   | 5  | 7  | 29.4     | - |
| Erich Ribbeck               | 12 mars 1992      | 27 décembre 1993  | 75  | 37  | 22 | 16 | 49.3     | - |
| Franz Beckenbauer           | 28 décembre 1993  | 30 juin 1994      | 14  | 9   | 2  | 3  | 64.2     | 1 Championnat                                                                                                  |
| Giovanni Trapattoni         | 1er juillet 1994  | 30 juin 1995      | 46  | 17  | 18 | 11 | 36.9     | - |
| Otto Rehhagel               | 1er juillet 1995  | 27 avril 1996     | 42  | 27  | 5  | 10 | 64.2     | - |
| Franz Beckenbauer           | 29 avril 1996     | 30 juin 1996      | 5   | 3   | 0  | 2  | 60.0     | 1 Coupe UEFA                                                                                                   |
| Klaus Augenthaler (intérim) | 18 mai 1996       | 30 juin 1996      | 1   | 0   | 1  | 0  | 0.0      | - |
| Giovanni Trapattoni         | 1er juillet 1996  | 30 juin 1998      | 90  | 54  | 22 | 14 | 60.0     | 1 Championnat, 1 Coupe, 1 Coupe de la Ligue                                                                    |
| Ottmar Hitzfeld             | 1er juillet 1998  | 30 juin 2004      | 318 | 192 | 73 | 53 | 60.3     | 4 Championnats, 2 Coupes, 3 Coupe de la Ligue, 1 Ligue des champions, 1 Coupe intercontinentale                |
| Felix Magath                | 1er juillet 2004  | 31 janvier 2007   | 131 | 84  | 25 | 22 | 64.1     | 2 Championnats, 2 Coupes, 1 Coupe de la Ligue                                                                  |
| Ottmar Hitzfeld             | 1er février 2007  | 30 juin 2008      | 76  | 45  | 20 | 11 | 59.2     | 1 Championnat, 1 Coupe, 1 Coupe de la Ligue                                                                    |
| Jürgen Klinsmann            | 1er juillet 2008  | 27 avril 2009     | 43  | 25  | 9  | 9  | 58.1     | - |
| Jupp Heynckes (intérim)     | 27 avril 2009     | 30 juin 2009      | 5   | 4   | 1  | 0  | 80.0     | - |
| Louis van Gaal              | 1er juillet 2009  | 9 avril 2011      | 96  | 59  | 18 | 19 | 61.4     | 1 Championnat, 1 Coupe, 1 Supercoupe                                                                           |
| Andries Jonker (intérim)    | 10 avril 2011     | 30 juin 2011      | 5   | 4   | 1  | 0  | 80.0     | - |
| Jupp Heynckes               | 1er juillet 2011  | 30 juin 2013      | 109 | 83  | 12 | 14 | 76.1     | 1 Championnat, 1 Supercoupe, 1 Ligue des champions, 1 Coupe                                                    |
| Pep Guardiola               | 1er juillet 2013  | 30 juin 2016      | 161 | 121 | 21 | 19 | 75.2     | 1 Supercoupe de l'UEFA, 1 Coupe du monde des clubs, 3 Championnat, 2 Coupe                                     |
| Carlo Ancelotti             | 1er juillet 2016  | 28 septembre 2017 | 60  | 43  | 8  | 9  | 71.67%   | 1 Championnat, 2 Supercoupe                                                                                    |
| Willy Sagnol (intérim)      | 28 septembre 2017 | 5 octobre 2017    | 1   | 0   | 1  | 0  | 0.0      | - |
| Jupp Heynckes (intérim)     | 6 octobre 2017    | 30 juin 2018      | 41  | 33  | 3  | 5  | 80,4     | 1 Championnat                                                                                                  |
| Niko Kovač                  | 1er juillet 2018  | 3 novembre 2019   | 65  | 45  | 12 | 8  | 69.23    | 1 Championnat, 1 Coupe, 1 Supercoupe                                                                           |
| Hansi Flick                 | 4 novembre 2019   | 30 juin 2021      | 86  | 70  | 8  | 8  | 81.4%    | 2 Championnat 1 Coupe, 1 Ligue des champions, 1 Supercoupe, 1 Coupe du monde des clubs, 1 Supercoupe de l'UEFA |
| Julian Nagelsmann           | 1er juillet 2021  | 23 mars 2023      | 84  | 60  | 14 | 10 | 71.43%   | 1 Championnat, 1 Supercoupe                                                                                    |
| Thomas Tuchel               | 24 mars 2023      | 31 décembre 2024  | 14  | 7   | 2  | 5  | 50%      | 1 Championnat                                                                                                  |